# Mirjána
A Mirjána szláv eredetű női név, a béke jelentésű szláv szóból származik, de lehet a Mirjam szláv továbbképzése is.

## Gyakorisága
Az 1990-es években szórványos név, a 2000-es években nem szerepel a 100 leggyakoribb női név között.

## Névnapok
- augusztus 22.[2]